# Kurzwahl
Als Kurzwahl wird das Herstellen von Verbindungen mit Hilfe verkürzter Wählzeichenfolgen (Kurzwahlnummer) bezeichnet. Wird die Kurzwahlnummer im vermittelnden Netz in eine andere Rufnummer umgesetzt, so spricht man auch von dem Dienstmerkmal abbreviated dialing oder abbreviated address. Dabei wird die Kurzwahl, bestehend aus ein-, zwei- oder mehrstelligen Nummernzeichen, in eine routebare Ziffernfolge umgewandelt, um so den Zielanschluss zu erreichen. Beispiele sind Kurzwahlnummern für SMS oder die der eigenen Mailbox. Sie unterscheiden sich darin von den drei- oder vierstelligen Kurznummern, sogenannten Sonderrufnummern, die in der Regel über einen eigenen, unter anderem auch ursprungsabhängigen Verbindungsaufbau verfügen, wie zum Beispiel die Notrufnummern 110 oder 112 der sogenannten 11-Rufnummerngasse.
Kurzwahlnummern können auch gerätetechnisch realisiert sein. Dabei wird die Kurzwahl im rufenden Endgerät in der Regel in eine routebare Nummer umgesetzt, beispielsweise im Mobilfunkgerät die Speicherplatznummer in die dort abgespeicherte Rufnummer. 
Zu unterscheiden sind Kurzwahlnummern auch von Nebenstellenrufnummern, die häufig wegen ihres kleineren Nummerierungsplanes, ebenfalls 3-, 4- oder 5-stellig sein können. Dagegen sind die Kurzwahlen der Centrex- und CUG-Dienste echte Kurzwahldienste, da hier die Kurzwahl in die Durchwahlnummer der Telefonanlage übersetzt wird, zu der der Teilnehmer gehört.

## Deutschland
- Zentrale Anlaufstelle zur Sperrung elektronischer Berechtigungen 116 116, Notrufnummer zur Sperrung von EC- und Kreditkarten.
- Im deutschen Festnetz hat die Rufnummer des Vereins „Nummer gegen Kummer e.V.“ eine eigene Rufnummer der 11-Gasse (i. e. 116 111), gleichzeitig wurde bundesweit verfügt, dass in allen öffentlichen Netzen, die Kurzwahlnummer „116 111“ immer auf dieselbige nationale Rufnummer (Sonderrufnummer) im Festnetz umzusetzen ist.[2]
- Ähnliches gilt für den in Deutschland vorgesehenen Einheitlichen Behördenruf. Die Nummer „115“ soll im deutschen Festnetz eine nationale Rufnummer werden. In den Netzen, die keine 11-Gasse besitzen, muss die Kurzwahl „115“ auf die im Festnetz erreichbare nationale Rufnummer 115 umgesetzt werden.[3]

## Österreich

### Kurzwahlen zwischen österreichischen Städten
Ab 1. November 1973 wurden – beginnend mit Wien – Linz (997), einen Monat später folgte Linz – Wien (92) – sukzessive häufig genutzte Festnetz-Relationen zwischen österreichischen Städten durch zuletzt 35 Kurzwahlen alternativ zur Standard-Vorwahl erreichbar gemacht. Fernverkehrs-Einrichtungen und -Leitungsbündel wurden entlastet. Der Telefonnutzer „kam besser durch“ (erhielt seltener das Tonzeichen „Leitung besetzt“) und ersparte sich meist zu wählende Ziffern. Alle Kurzwahlen begannen mit der Ziffer „9“, waren überwiegend 2-stellig, 3-stellig war nur „997“ sowohl für Graz – Linz als auch Wien – Linz, aus 14 Ortsnetzen im Großraum Linz erreichte man Linz sogar einstellig über „9“. Keine der Kurzwahlen enthielten eine „0“. Um diese Kurzwahlen einführen zu können, war es nötig, dass keine Teilnehmernummern mit „9“ begannen.

### Kurzwahlen von grenznahen österreichischen zu grenznahen deutschen Ortsnetzen
Zwischen grenznahen Ortsnetzen gab es vierstellige Vorwahlen, mit denen von Österreich nach Deutschland Verbindungen ohne die damalige internationale Vorwahl „06“ gewählt werden konnten und die auch mit einem eigenen, viel günstigeren Tarif als dem Auslandstarif, vergebührt wurden.

### Ende der Kurzwahlära
Mit dem 31. Dezember 1996 endete die Kurzwahlära in Österreich.

### Kurzwahl 70 für Linz
Wenn bei Reservierung der Erst-Ziffern 0, 1 und 9 für Netzausscheidung und Sonderdienste mehr als 70.000 Anschlüsse in einem Ortsnetz bedient werden sollen, muss auf das „Millionensystem“ mit sechsstelligen Anschlussnummern umgestellt werden. Wegen Rückstands beim Ausbau von Leitungen und Wählämtern warteten zwischen 1970 und 1981 jeweils über 100.000 Österreicher unter Umständen jahrelang auf die Herstellung eines Anschlusses. So wurden unter Hinzufügung einer siebenten Ziffer (2, 3, 4 oder 5) zahlreiche (Viertel-)Teilanschlüsse vergeben, in Linz sogar 200x8 Achtelanschlüsse, einzigartig in Österreich.
Der von einer internationalen Telefonieorganisation gemachten Empfehlung, die Kapazität der Wählnummernspeicher von 12 auf 15 Stellen auszubauen, konnten die Telefonverwaltungen mancher – besonders osteuropäischer – Länder nicht rasch genug folgen. Damit 7-stellige Linzer Nummern vom Ausland aus erreichbar wurden, musste die des großen international aktiven Linzer Stahlkonzerns VÖEST (0)7222 gekürzt werden. Ab 1. Oktober 1977 wurde die auf drei Stellen gekürzte Vorwahl (0)732 in Betrieb genommen, die bisherige vierstellige Vorwahl blieb übergangsweise noch zwei Jahre gültig. Ohne Netzausscheidungsziffern passte +43 732 1234567 mit 2+3+7=12 Stellen in den alten Speicher.
Die technisch mögliche Verkürzung auf eine nur zweistellige Vorwahl wurde nicht genutzt, um die niedrige dreistellige Wiener Vorwahl von damals „(0)222“ (heute „(0)1“) nicht zu unterschreiten.
Graz war in einer ganz ähnlichen Situation und kürzte seine Vorwahl auf (0)316.
Für die internationale Einwählbarkeit mit zwölf Stellen benötigte der große Stahlkonzern VÖEST – der zwar eine dreistellige Kurznummer erhielt, doch neben vierstelligen auch fünfstellige Nebenstellen hatte – eine nur zweistellige Vorwahl für Linz. Erst +43 70 585-12345 war 2+2+3+5=12-stellig. Diese Kurzwahl „(0)70“ für Linz galt vorerst nur für die Einwahl aus dem Ausland, erst nach 1997 allgemein (neben (0)732). Mit dem 12. Mai 2014 endete die Kurzwahlmöglichkeit (0)70.
Heute sind Nebenstellen im Werk Linz über die Nummer +43 50 304 15-12345 also via 14 Stellen erreichbar, hinter dieser „Privatnetz-50er-Nummer“ steckt jedoch nach wie vor die 585 als „Hauptnummer“ im Linzer Ortsnetz der Telekom.
Nachdem die Abschaffung der Linzer Kurzvorwahl (0)70 im Jahr 2004 schon angekündigt war, reklamierte auch der Bürgermeister der Stadt Linz die Verlängerung ihrer Gültigkeit. Um 1995 hatte der Magistrat seinen Anschluss von zuvor 2393 auf die „gleichklingende“ Teilnehmernummer 7070(-0) umgestellt.

## Missbrauch
Etliche Kurzwahl-Kombinationen leiten auf kostenpflichtige „Mehrwertdienste“ weiter. Dabei ist zum einen durch die kurze Kombination nicht erkennbar, wie teuer der Anruf sein wird; zum anderen profitieren die Anbieter dieser oft dubiosen Dienste davon, dass solche Ziffernfolgen gelegentlich unbeabsichtigt gewählt werden (engl. pocket dialing, pocket calling oder butt dialing), wenn die Tastensperre des Handys nicht aktiv ist.